# Harmanli (huyện)
Harmanli là một huyện thuộc tỉnh Haskovo, Bungaria. Dân số thời điểm năm 2001 là 27547 người.